# إيزابيل بانسون
إيزابيل بانسون (بالفرنسية: Isabelle Pinson) وُلدت باسم إيزابيل بروتو في 26 يونيو 1769، وتوفيت في 18 نوفمبر 1855، وهي رسامة فرنسية اشتهرت بأعمالها في الرسم النوعي والبورتريه خلال أواخر القرن الثامن عشر والنصف الأول من القرن التاسع عشر. تُعرف شعبيًا باسم مدام بانسون.

## الحياة الفنية
قدّمت بانسون أعمالًا تنتمي إلى أسلوب الرسم النوعي، الذي يركّز على مشاهد الحياة اليومية، إضافة إلى رسم الوجوه (البورتريه). كان أسلوبها يتسم بالدقة في التفاصيل والاهتمام بالتعبير العاطفي.

## أبرز أعمالها
أشهر لوحاتها هي:
- صائد الذباب (The Fly Catcher) – يُعتقد أنها أُنجزت عام 1808 (وليس 1508 كما ورد خطأ في بعض المصادر)، وقد عُرضت بشكل بارز في متحف سنايت للفنون (Snite Museum of Art) في الولايات المتحدة في القرن الحادي والعشرين.

## الإرث
رغم أن أعمالها ليست معروفة على نطاق واسع خارج الدوائر الفنية الفرنسية، إلا أن بانسون تُعد من النساء الرائدات في فن الرسم في زمنٍ كانت فيه مشاركة النساء في الفنون محدودة. ولا تزال لوحاتها تُعرض وتُدرَس في بعض المتاحف والمؤسسات الأكاديمية.

## النطق
ينطق اسمها بالإنجليزية: /ˈpɪnsən/ وبالفرنسية: [pɛ̃sɔ̃] ⓘ